# Francisco Igea Arisqueta
Francisco Igea Arisqueta, né le 17 avril 1964, est un homme politique espagnol membre de Ciudadanos.
Il est élu député de la circonscription de Valladolid lors des élections générales de décembre 2015.

## Biographie

### Études et profession
Il réalise des études de médecine et chirurgie à l'université de Valladolid puis se spécialise dans le domaine de l'appareil digestif. Affecté à l'hôpital Río Carrión de Palencia à partir de 1993, il a exercé les fonctions de chef de la section liée à sa spécialisation jusqu'en mai 2013, quand il demande volontairement sa révocation.

### Député au Congrès
Membre d'Union, progrès et démocratie (UPyD), il annonce, en novembre 2014, sa candidature aux primaires internes visant à désigner l'aspirant à la présidence de la communauté autonome de Castille-et-León, en vue des élections aux Cortes de Castille-et-León de mai 2015. Il quitte cependant le parti en février 2015 pour rejoindre Ciudadanos, en compagnie de Francisco Sosa Wagner et l'économiste Luis Garicano. Il se présente en quatrième position dans la circonscription de Palencia à l'occasion des élections régionales mais n'est pas élu.
Après avoir remporté les primaires internes, il est proclamé candidat de Ciudadanos dans la circonscription de Valladolid pour les élections générales de décembre 2015,,. Il obtient un siège au Congrès des députés après que sa liste a remporté le soutien de 17,14 % des votants. Choisi comme porte-parole titulaire à la commission de la Santé et des Services sociaux, il officie comme adjoint à celle de la Sécurité routière et des Déplacements durables. Il obtient un nouveau mandat lors du scrutin parlementaire anticipé de juin 2016 et est confirmé dans ses responsabilités à la commission de la Santé,. Il devient, en outre, premier secrétaire de la commission pour les Politiques d'intégration du handicap et deuxième secrétaire de la commission bicamérale chargée de l'Étude du problème des drogues.
Il intègre la direction du parti en février 2015, au poste de secrétaire à la Santé.

### Candidat à la présidence de la Junte de Castille-et-León
Il se présente dans le cadre des primaires visant à désigner le candidat de Ciudadanos à la présidence de la Junte de Castille-et-León lors des élections aux Cortes de Castille-et-León de mai 2019 et affronte notamment Silvia Clemente, ayant démissionné deux semaines plus tôt de la présidence des Cortes et quitté le PP. Celle-ci remporte l'investiture en obtenant 561 voix contre 525 voix pour Igea qui dépose un recours devant le comité des garanties du parti. Le 11 mars, le parti annule la victoire de Clemente et déclare Igea vainqueur après avoir relevé une fraude électorale.